# ケン・ノートン・ジュニア
ケン・ノートン・ジュニア（Ken Norton Jr.、1966年9月29日 - ）はイリノイ州ジャクソンビル出身の元アメリカンフットボール選手、現コーチ。現役時代のポジションはラインバッカー。父親はボクシングヘビー級世界チャンピオンとなったケン・ノートン。スーパーボウルで3年連続優勝を味わった最初の選手である。好プレーを見せた後にはゴールポストや空中にパンチをするアクションを行った。

## 経歴

### プロ入りまで
ロサンゼルスの高校時代、彼はランニングバックとしてプレーし3年次には1回あたり8.8ヤードを走った。1984年にUCLAに入学した彼はラインバッカーにコンバートされた。彼の大学在学中の4年間チームは毎年ボウルゲームで勝利をおさめた。1985年チームはパシフィック・テン・カンファレンス優勝を果たした。彼は1986年に106タックル、1987年に125タックルと2年連続チームトップのタックルを記録、4年間で大学歴代6位の339タックルをあげた。1987年にはオールアメリカンにも選出されディック・バトカス賞の最終候補にもなった。1998年にUCLAの殿堂入りを果たしている。

### NFL
1988年のNFLドラフト2巡目でダラス・カウボーイズに指名されて入団した。この年彼は親指を骨折しシーズンの大半を故障者リストで過ごした。1989年にはジェシー・ソロモンとウィークサイドラインバッカーのポジションで併用された。1990年、ソロモンがホールドアウトした末にタンパベイ・バッカニアーズに放出されたためスターターとなった。ひざの負傷で最後の2試合を欠場した。1991年ひざの手術をした彼はストロングサイドラインバッカー、ミドルラインバッカーとして起用された。
1992年守備の中心となった彼はチームトップの120タックルをあげて1990年代になってから初めてとなるチームのスーパーボウル制覇に貢献した。サンフランシスコ・フォーティナイナーズとのNFCチャンピオンシップゲームではスティーブ・ヤングのパスをインターセプトした。第27回スーパーボウルでは第2Qにバッファロー・ビルズのQBジム・ケリーを退場に追い込んだ。またビルズの第3ダウンゴール（カウボーイズ1ヤード地点からのプレー）でのケネス・デービスのランを止めた。ビルズは第4ダウンギャンブルを行いトーマス・エベレットがインターセプトをあげた。また第4Qにタッチダウンをあげている。この年チームは守備でNFL1位の成績を残したがプロボウルには誰一人選ばれなかった。
1993年には二頭筋が断裂したままプレーを続けチームトップの159タックルをあげてスーパーボウル連覇に貢献した。この年初めてプロボウルにも選ばれている。
NFLのフリーエージェント、サラリーキャップが導入された元年となった1994年カウボーイズはドラフトで選手を獲得する方針を採り、彼やダレン・スミス、ディクソン・エドワーズ、ロバート・ジョーンズ、ランドール・ゴドフリーらと高額契約を結ばずノートンは5年間800万ドルでサンフランシスコ・フォーティナイナーズと契約した。この年の9月5日、開幕週のオークランド・レイダース戦で彼とブライアント・ヤングのタックルを受けた相手RBのナポレオン・マッカラムはひざが不自然な形に折れ曲がる大怪我を負い選手生命を失った。この年ナイナーズでもスーパーボウル優勝を味わった彼はスーパーボウルで3年連続優勝メンバーとなった最初の選手になった。1995年のセントルイス・ラムズ戦でNFLのラインバッカーとして初めて2インターセプトリターンタッチダウンをあげた。この年自身2度目のプロボウル及びオールプロに選ばれている。2001年、サラリーキャップに悩むナイナーズから解雇された。
2000年までの13シーズンで通算12サック、5インターセプト、13ファンブルリカバーなどの成績を残して現役を引退した。

### 現役引退後
現役引退後テレビやラジオでの解説やロサンゼルスにあるハミルトン高校でのコーチを務めた後、2004年、ピート・キャロルヘッドコーチが率いるUSCにラインバッカーコーチとして就任、ローファー・タップ、ブライアン・クッシング、クレイ・マシューズらを育てた。2008年1月、UCLAの新ヘッドコーチよりアシスタントヘッドコーチとしてのオファーがあったがこれを断り、2009年1月7日より守備担当のアシスタントヘッドコーチに就任した。彼の指導のもと、優れたラインバッカーが育ちローズボウルのMVPを3年連続チームのディフェンス選手が獲得している。
2010年1月11日、シアトル・シーホークスのヘッドコーチとなったキャロルのもとでこれまで果たした役割を担っていくことを発表した。
シーホークスには、2014年シーズンまで在籍し、2015年2月、オークランド・レイダースのディフェンスコーディネーターに就任した。
2018年1月8日にアシスタント・ヘッドコーチに就任したが、その翌週にシーホークスのディフェンシブ・コーディネーターに就任した。しかしシーホークスでの4シーズン目となった2021年シーズン、シーホークスはディフェンス喪失ヤードでNFLの全体28位、パスディフェンスでの喪失ヤードで全体31位に沈み、このシーズン限りで解任された。
2022年2月に母校UCLAのフットボールチームのコーチに就任した。
2024年2月にワシントン・コマンダースのコーチに就任した。